# Georg Wellstein

Georg Wellstein

Georg Wellstein (* 12. Mai 1849 in Oberbiel, Landkreis Wetzlar; † 16. Oktober 1917 in Hamm) war ein deutscher Jurist und Politiker (Zentrum). Von 1897 bis zu seinem Tod war er Mitglied des Reichstags.

## Biografie
Nach dem Abitur begann Wellstein an der Georg-August-Universität Göttingen Rechtswissenschaft zu studieren. 1868 wurde er im Corps Bremensia aktiv. Als Inaktiver wechselte er an die Friedrich-Wilhelms-Universität zu Berlin. 1872 wurde er Rechtsreferendar. Nach einer Verwendung als Gerichtsassessor 1878/79 wurde er Richter am Kreis- und Amtsgericht Braunfels. 1887 erfolgte seine Berufung zum Amtsrichter von Ehrenbreitstein sowie 1892 die Ernennung zum Amtsgerichtsrat. 1898 wurde er Oberlandesgerichtsrat am Oberlandesgericht Frankfurt am Main sowie zuletzt 1909 Senatspräsident am Oberlandesgericht Hamm.
Neben seiner Tätigkeit als Richter begann Wellstein auch eine politische Laufbahn. Als Mitglied der Deutschen Zentrumspartei wurde er 1893 in den Reichstag gewählt, wo er zuletzt bei der Reichstagswahl 1912 den Wahlkreis Koblenz 3 (Koblenz – Sankt Goar im Regierungsbezirk Koblenz (Königreich Preußen) vertrat. Darüber hinaus war er von 1894 bis 1917 auch Mitglied des Preußischen Abgeordnetenhauses.